# روني يارستين
روني ألمينينغ يارستين (بالنرويجية: Rune Almenning Jarstein‏) (مواليد 29 سبتمبر 1984) هو لاعب كرة قدم نرويجي ، يلعب حاليًا لنادي هرتا برلين الألماني في مركز حراسة المرمى.

## روابط خارجية
- روني يارستين على موقع IMDb (الإنجليزية)
- روني يارستين على موقع الاتحاد الدولي (مؤرشف)  (الإنجليزية)
- روني يارستين على موقع الاتحاد الأوربي (الإنجليزية)
- روني يارستين على موقع اتحاد النرويج (النرويجية)
- روني يارستين على موقع قاعدة بيانات كرة القدم.إي يو (الإنجليزية)
- روني يارستين على موقع ناشيونال فوتبول تيمز (الإنجليزية)
- روني يارستين على موقع Soccerway.com (الإنجليزية)
- روني يارستين على موقع عالم كرة القدم.نت (الإنجليزية)
- روني يارستين على موقع AS.com (الإسبانية)